# Résolution Nickle
La résolution Nickle fut une motion présentée par William Folger Nickle et votée en 1919 par la Chambre des communes du Canada. Cette résolution constitue la première tentative du gouvernement canadien en vue d’interdire, d’une part, au souverain canadien d’octroyer des titres de noblesse aux Canadiens et, d’autre part, d’empêcher que les Canadiens acceptent les titres de noblesse de pays étrangers. Cette politique a répondu à l’insatisfaction populaire avec le système honorifique britannique et a conduit à la mise en place progressive d'un système honorifique distinct pour le Canada. 
En 1968, le premier ministre Lester B. Pearson confirmera cette politique et en 1988, le premier ministre Brian Mulroney la reconfirmera.

## Source
- http://www.canadianencyclopedia.ca/index.cfm?PgNm=TCE&Params=F1ARTF0009566